# Molodijne, Dubno
Molodijne (în ucraineană Молодіжне) este un sat în comuna Kneahînîne din raionul Dubno, regiunea Rivne, Ucraina.

## Demografie
Componența lingvistică a localității Molodijne
     Ucraineană (98,91%)
     Alte limbi (1,09%)
Conform recensământului din 2001, majoritatea populației localității Molodijne era vorbitoare de ucraineană (98,91%), existând în minoritate și vorbitori de alte limbi.